# Wind in the Wires
Wind in the Wires ist das zweite Studioalbum des britischen Musikers Patrick Wolf und bereits ob seines Titels ein Paradebeispiel für ein folktronisches Konzeptalbum.

## Inhaltliche Konzeption
Das Album steht konzeptuell in der Tradition keltischer Volksweisen, und Patrick Wolf inszeniert sich darauf denn auch als Nachfolger der keltischen Barden, wie er auch im Eingangslied andeutet ("The troubadour cut off his hand - now he wants mine"). Er schrieb und nahm die meisten Lieder denn auch im rauen und romantischen Cornwall auf, dessen Landschaft die Stimmung des Albums deutlich prägt. Drei Lieder nehmen sogar durch ihren Titel Bezug auf die geographische Umgebung, in der sie entstanden sind (Teignmouth, Land’s End und der daran anschließende Ghosttrack The Towans); aus dem in der Nähe von Cornwall verorteten mythischen Lyonesse stammt der sagenhafte Held Tristan, nach dem ebenfalls ein Lied betitelt ist. Auch einige Stücke, die auf den Single-Auskopplungen aus dem Album als B-Seiten veröffentlicht wurden, nehmen namentlich auf Cornwall Bezug, nämlich Godrevy Point und Penzance.
Metaphorisch bewegt sich das Album vor allem zwischen Himmel und Wetter, wie besonders gut im Titellied, in This Weather und in Jacob’s Ladder zu greifen ist. Das durchgängige Leitmotiv sind jedoch die Sehnsucht, die sich im Fernweh (Teignmouth, The Gypsy King) genauso wie in der Suche nach Geborgenheit (The Railway House) manifestiert. Das kleine, abgeschiedene Haus, das in diesem Lied beschrieben wird, ist wohl auch das passende Bild für die Abgeschiedenheit, der sich der Künstler selbst in der ländlichen Idylle Cornwalls ausgesetzt hat, um dieses Album zu verfassen. Es steht darum in Kontrast sowohl zu seinem Vorgängeralbum Lycanthropy, in dem Patrick Wolf sich als urbaner Werwolfjunge inszeniert, wie auch zum nachfolgenden Werk The Magic Position; dieses kann innerhalb des Genres Elektrofolk insofern als Gegenpol zu Wind in the Wires betrachtet werden, als es jene synthetischen Klänge in den Vordergrund bringt, die auf Wind in the Wires nur Kulisse und Ornat für die Solostimme des Künstlers geben.

## Titelliste
1. The Libertine – 4:23
2. Teignmouth – 4:50
3. The Shadowsea – 0:37
4. Wind in the Wires – 4:18
5. The Railway House – 2:24
6. The Gypsy King – 3:08
7. Apparition – 1:16
8. Ghost Song – 3:13
9. This Weather – 4:35
10. Jacob’s Ladder – 1:21
11. Tristan – 2:36
12. Eulogy – 1:44
13. Land’s End – 7:06 (inklusive des versteckten Lieds The Towans)

Alle Lieder wurden von Patrick Wolf selbst geschrieben.

## Auskopplungen
Als erste Single aus dem Album kam das Eingangslied The Libertine auf den Markt, welches von dem selbstgeschriebenen Penzance und Afraid, einem von der Sängerin Nico gecoverten Lied, begleitet wurde.
Das Titellied Wind in the Wires wurde als zweite Single mit den B-Seiten Godrevy Point,Ignis fatuus und Souvenirs veröffentlicht.
Als letzte Single folgte Tristan mit den Begleitliedern The Hazelwood und Idumea.